# Egon Brecher
Pour les articles homonymes, voir Brecher.
Egon Brecher (16 février 1880-12 août 1946) est un acteur de théâtre et de cinéma et un réalisateur tchécoslovaque. Il fut directeur du Théâtre Stadts à Vienne, avant d'entrer dans l'industrie cinématographique.

## Filmographie partielle
- 1933 : La Folle Semaine (Convention City) de Archie Mayo
- 1934 : Le Chat noir (The Black Cat) de Edgar Georg Ulmer
- 1935 : Le Mirage de l'amour (Here's to Romance) de Alfred E. Green
- 1936 : L'Ange blanc (The White Angel) de William Dieterle
- 1936 : Quatre Femmes à la recherche du bonheur (Ladies in Love) de Edward H. Griffith
- 1936 : L'Espionne Elsa (Till We Meet Again) de Robert Florey
- 1936 : Le Secret de Charlie Chan (Charlie Chan's Secret) de Gordon Wiles
- 1937 : La Légion noire (Black Legion) de Archie Mayo
- 1937 : Le Prince X (Thin Ice) de Sidney Lanfield
- 1937 : Heidi la sauvageonne (Heidi) de Allan Dwan
- 1937 : Espionnage de Kurt Neumann
- 1938 : Menaces sur la ville (Racket Busters) de Lloyd Bacon
- 1938 : Le Retour d'Arsène Lupin (Arsène Lupin Returns) de George Fitzmaurice
- 1938 : Cinq Jeunes Filles endiablées (Spring Madness) de S. Sylvan Simon
- 1938 : Pour un million (I'll Give a Million) de Walter Lang
- 1939 : André Hardy détective (Judge Hardy and Son) de George B. Seitz
- 1939 : L'Île du Diable (Devil's Island) de William Clemens
- 1940 : Tanya l'aventurière (I Was an Adventuress) de 	Gregory Ratoff
- 1941 : L'Entraîneuse fatale (Manpower) de Raoul Walsh
- 1941 : Underground de Vincent Sherman
- 1946 : La Femme de Monte-Cristo (The Wife of Monte Cristo) de Edgar Georg Ulmer